# Croix de carrefour du Mayet-d'École
La croix de carrefour du Mayet-d'École est une croix située en France sur la commune du Mayet-d'École, dans le département de l'Allier en région Auvergne-Rhône-Alpes.
Elle fait l'objet d'une inscription au titre des monuments historiques depuis 1937.

## Localisation
La croix est située sur la commune du Mayet-d'École, dans le département français de l'Allier.

## Historique
Il s'agit d'une croix romane réalisée au cours du XIIe siècle.
L'édifice est inscrit au titre des monuments historiques depuis le 22 septembre 1937.